# Gilles Le Cornu
Gilles ou Gilon 1er Cornu (ou Le Cornu), ou en latin Gillonis Cornuti, mort en 1254 est un prélat français du XIIIe siècle.  

## Biographie
Gilon Cornu était archidiacre de la cathédrale Saint-Étienne de Sens et succède son frère Gauthier Cornu comme archevêque de Sens en 1241.
Il est fils de Simon Ier Le Cornu, chevalier lige, seigneur de Villeneuve-la-Cornue, (aujourd'hui Salins, en Seine-et-Marne), et de Isabelle Clément, fille de Robert Clément, ministre de Philippe II Auguste et sœur des maréchaux de France Clément Alberic et Henri. Gilles est frère de Gauthier III Cornu, archevêque de Sens de 1223 à 1241, et oncle de Henri 1er et de Gilon II, archevêques de Sens, et frère de Aubry Cornu, évêque de Chartres, de 1236 à 1243.
Il rare de voir autant d’ecclésiastiques de la même famille à des postes aussi élevés.

## Armoiries
Les armoiries de la famille Cornu de Villeneuve La Cornue sont : De vair plain
Les armoiries des archevêques Cornu sont, pour Gilon 1er, D'argent à la bande de gueules. Il porte aussi un écartelé de ses armoiries avec celle du chapitre de la cathédrale de Sens.